# Агиш-бий
Аги́ш — мангытский вождь, а также казахский князь. Один из сыновей, бия Ногайской орды Ямгурчи
В 1502—1504 годах, когда его отец, после смерти бия Мусы возглавил Ногайскую Орду. Агиш был «правителем улуса», то есть возглавлял собственно мангытские улусы. Однако, после смерти его отца Ямгурчи, эту должность занял Алчагир, сын Мусы, двоюродный брат Агиша.
После смерти бия Хасана в 1509 году, видимо, стремясь поднять свой статус, Агиш затеял большой поход ногайцев на Крым, к участию в походе примкнули многие ногайские вожди, в частности Саид-Ахмет, сын Мусы и ещё 40 мирз. Примкнул к походу и астраханский хан Абд ал-Керим. В Крыму были оповещены о сборах и восприняли угрозу очень серьёзно. Менгли Гирей провёл полную мобилизацию. Возглавлял войско наследник престола (калга) Мухаммед Гирей. Племенные ополчения возглавляли карачибеки барынов, ширинов и мангытов, которых вёл Хаджике. Войско насчитывало до 250 тысяч человек. Крымское войско обрушилось на ногаев, когда только наполовину переправились на правый берег Волги и были заняты сборами в поход. Разгром ногаев был полным. Было захвачено всё их имущество, скот и сами люди. Добычу гнали через Перекоп в течение многих дней. По некоторым данным сам Агиш попал в плен.
В 1515–1516 годах Агиш-бий и Алач-мирза, возглавляя 300 тысяч человек, переселились к Касим-хану, в результате чего численность населения Казахского ханства увеличилась до одного миллиона человек.
После смерти Касим-хана его племянник Тахир взошёл на престол, но быстро растерял поддержку среди казахов. В результате население ханства сократилось с одного миллиона до 400 тысяч человек. Это произошло, во-первых, из-за ухода мангытов во главе с Алашем и Агишем, численностью около 300 тысяч, а во-вторых — из-за бегства части населения от жестокого правления самого Тахира.
После смерти Касим-хана в Казахском ханстве начались внутренние конфликты, о чём свидетельствует переписка крымского хана Мухаммед-Гирея I с польско-литовским королём Сигизмундом I, зафиксированная в Литовской метрике. В письме от 1522 года сообщалось, что группа казахских князей во главе с Алачем и его братом Агишем Атачиком при поддержке 32 мурз и 50-тысячного войска свергла некоего «царя Буйдаша Касымовича» и выразила готовность перейти под власть Крыма. Личность Буйдаша вызывает споры: предположительно, это мог быть либо неизвестный сын Касима, либо хан Буйдаш, сын Адика, ошибочно названный Касымовичем. Упомянутые князья Алач и Агиш не известны в казахской традиции, но фигурируют в ногайских источниках как сыновья Ямгурчи, что указывает на возможное происхождение из Ногайской Орды и формальное подчинение Казахскому ханству. Обращение к крымскому хану, вероятно, означало попытку найти нового сюзерена без утраты автономии.
На деле для кочевников того времени главной была родовая принадлежность, а не «национальные» названия. Такие термины, как «казах», «ногай» или «шибанид», скорее обозначали политическую ориентацию. Один и тот же человек мог быть и казахом, и ногайцем, и узбеком — как, например, Алаш и Агиш из рода акмангытов. Даже став «казахами», они по-прежнему оставались мангытами по роду.
В последующие годы в Ногайской Орде происходила напряжённая междоусобная война между Алчагиром и Шейх-Мухаммедом, которая сменилась нашествием казахов под предводительством Касым-хана и изгнанием ногайцев на запад, на правый берег Волги. После смерти Касима и ослабления казахского ханства началось возвращение ногайских вождей. Основных виновников распри Алчагира и Шейх-Мухаммеда уже не было в живых. В этих условиях Агиш, его двоюродные братья Мамай и Саид Ахмет, снова выдвинулись на первые роли.
В 1523 году крымский хан Мехмед Герай с помощью своих подданных ногаев предпринял поход на Астраханское ханство. Астрахань была сдана без боя, так как сопротивление такой внушительной силе было бесполезным. Однако через некоторое время после успешного взятия города ногаи напали на крымского хана, убив его и его наследника Бахадыр Гирея, когда те были вне города. Внезапное нападение вызвало беспорядочное и паническое бегство крымских татар. Причины и обстоятельства внезапного поворота событий, а также главных виновников называют по-разному. По одной из версий именно Агиш убедил другого мангытского лидера Мамая в необходимости освободиться от тяготящей власти крымского хана. В любом случае Агиш принял участие в последующем победоносном вторжении ногайского войска в Крым, когда ногайское войско ограбило весь полуостров и захватило множество пленников. Уцелели только города и крепости, которых кочевники брать не умели.
После разгрома Крыма обостряются противоречия между Агишем и Мамаем, претендующими на роль лидера. Первоисточники часто предвзято трактуют историю и называют правителями Орды того или иного лидера, умалчивая о другом. Поэтому с учётом многовластия трудно восстановить последовательность правителей или оценить их легитимность. Русские источники называют потомков Агиша детьми князя, а Мамая называют мирзой «на княжье место», как бы подчеркивая незаконность занятия им престола. Видимо Агиш воспринимался, как более легитимный вождь.
После похода на Крым обозначилось не только личное противостояние, но различие в политике. Агиш, видимо был настроен на примирение конфликтов. Он вступил в переговоры с астраханским ханом Хусейном, и с новым крымским ханом Саадет Гераем. В 1524 году создался направленный против Мамая союз, к которому пытались привлечь и великого князя московского Василия III. Саадет Гирей обращался к Агишу с просьбой не пропускать через Волгу враждебно настроенных против него мирз.
Одновременно в 1524 году Агиш устанавливал отношения с Литвой обещая союз против Крымского ханства. При этом он просил о освобождении бывшего хана Золотой Орды Шейх-Ахмета, который по его словам, должен был возглавить борьбу с Крымом. Он намеревался стать при Шейх-Ахмете беклярбеком, что должно существенно поднять его статус.
Однако в том же 1524 году произошло, видимо случайное, столкновение Агиша с бывшим казанским ханом Сахиб Гиреем, который возвращался из Казани в Крым. В этом столкновении Сахиб Гирей разбил Агиша. Вероятно Агиш погиб в этом столкновении, так как сведения о нём далее отсутствуют.